# Kai Gotthardt
Kai Gotthardt (* 13. Juli 1995 in Esslingen am Neckar) ist ein deutscher Dartspieler.

## Karriere
Kai Gotthardt nahm auf der PDC Challenge Tour 2013 erstmals an Turnieren der PDC teil. Wenig später qualifizierte er sich für die PDC World Youth Championship 2013, schied dort jedoch bereits in der ersten Runde aus. Auf der PDC Development Tour 2015 erreichte er einmal das Viertelfinale und seine zweite Junioren-WM endete erneut mit einer Niederlage in der 1. Runde. 2016 spielte Gotthardt erstmals die PDC Qualifying School, konnte sich jedoch keine Tourkarte erspielen. Kurz darauf trat er erstmals bei einem Turnier der World Darts Federation (WDF) in Erscheinung, den Kirchheim Open. Außerdem war er vermehrt bei DDV-Turnieren aktiv und nahm am 4-Nationen-Turnier 2016 teil. Auch 2018 blieb Gotthardt bei der Q-School erfolglos. Mitte November 2019 gelang ihm die Qualifikation für die Super League Darts 2020, wo er in der Gruppenphase mit sieben Siegen aus vierzehn Spielen ausschied. Zudem gab er beim European Darts Grand Prix 2020 sein Debüt auf der European Darts Tour, unterlag jedoch in Runde eins mit 3:6 gegen David Evans.
Nach einer weiteren erfolglosen Teilnahme an der Q-School zu Beginn des Jahres 2021 folgten weitere Teilnahmen an der PDC Challenge Tour. Hier erreichte er ein Achtelfinale, wobei zu beachten gilt, dass die Challenge Tour in diesem Jahr aufgrund der COVID-19-Pandemie in UK und European aufgeteilt war. Außerdem nahm Gotthardt erneut an der Super League Darts teil. Er schloss seine Vorrundengruppe dabei als Sieger ab und zog in die Hauptrundengruppe ein. Hier wurde er mit fünf Siegen aus 14 Spielen Achter und somit Letzter.
Ein Jahr später verpasste Gotthardt bei der Qualifying School nur knapp eine Tour Card. Lediglich beim ersten Challenge Tour-Wochenende trat Gotthardt daraufhin international in Erscheinung, blieb jedoch erfolglos. Bei der Super League Darts 2022 überstand Gotthardt die Vorrundengruppe, bevor er wieder in der Hauptrundengruppe Letzter wurde.
2023 ließ Gotthardt die Q-School aus, war jedoch wieder bei der PDC Europe Super League dabei. Nachdem er den dritten Platz in der Vorrundengruppe erreicht hatte, zog Gotthardt in die K.-o.-Runde ein. Er besiegte hierbei zunächst Max Hopp, bevor er auch Niko Springer mit 6:4 schlug und ins Halbfinale einzog. Hier unterlag er dem Tour Card-Holder Pascal Rupprecht mit 4:7.
Bei der Q-School 2024 erreichte Gotthardt am dritten Tag auf direktem Weg die Final Stage, in der er jedoch keine Tour Card erreichte. Die PDC Challenge Tour spielte Gotthardt daraufhin komplett und erreichte zwei Halbfinale, womit er die Challenge Tour Order of Merit auf Rang 21 beendete. Bei der neuerschaffenen PDC Europe Next Gen 2024 gewann Gotthardt am 2. März das dritte Event und belegte den fünften Platz im Endklassement. Zudem qualifizierte er sich im April für die International Darts Open, wo er trotz eines Averages von 102,22 Punkten dem Nordiren Brendan Dolan unterlag. Wenig später rückte er in Hildesheim erstmals bei den Players Championships nach, blieb dort jedoch sieglos. Einen Monat später gewann er dann seine ersten Spiele auf der PDC Pro Tour und erreichte zweimal ein Achtelfinale. Im Juni gewann Gotthardt das German Masters und wurde somit Deutscher Meister. Es folgte im Oktober der Gewinn einer Woche bei der Modus Darts Super Series. Wenige Tage später erreichte er das Finale des World Masters 2024, wo er jedoch gegen Wesley Plaisier mit 3:7 verlor.
Seine Teilnahme bei der PDC Europe Super League 2024 sollte seine erfolgreichste werden. Seine Vorrundengruppe schloss Gotthardt als bester ab, wobei er nur zwei von zehn Spielen verlor. Erneut besiegte er im Achtelfinale Max Hopp, dieses Mal mit 6:5. Auch im Viertelfinale gewann Gotthardt im Last-Leg-Decider, mit 6:5 gegen Franz Rötzsch. Sein Halbfinale gegen Dominik Grüllich gewann Gotthardt ebenfalls knapp mit 7:6. Im Finale traf er auf den Tour Card-Holder Paul Krohne. Hierbei geriet Gotthardt mit 2:4 in Rückstand, ging jedoch mit 6:5 in Führung. Ab hier lieferten sich die beiden einen engen Schlagabtausch, den Gotthardt schließlich mit 8:7 für sich entschied. Somit qualifizierte sich Gotthardt für die PDC World Darts Championship 2025.
Bei seinem WM-Debüt setzte er sich in der ersten Runde mit 3:1 in Sätzen gegen den Schotten Alan Soutar durch. In der zweiten Runde schied er mit 1:3 Sätzen gegen den Engländer Stephen Bunting aus.
Am zweiten Tag der Final Stage der PDC Q-School 2025 gewann Gotthardt per Tagessieg die Tour Card.

## Weltmeisterschaftsresultate

### PDC
- 2025: 2. Runde (1:3-Niederlage gegen  Stephen Bunting)

### PDC-Jugend
- 2013: 1. Runde (1:6-Niederlage gegen  Paddy Meaney)
- 2015: 1. Runde (2:6-Niederlage gegen  Roxy-James Rodriguez)

## Turnierergebnisse
| Turnier                    | 2024 | 2025 |
| -------------------------- | ---- | ---- |
| WDF-Platin-/Major-Turniere |      |      |
| World Masters              | F    | n/a  |
| PDC-Ranking-Turniere       |      |      |
| Weltmeisterschaft          | n/q  | 2R   |
| World Masters              | n/a  | VR   |
| UK Open                    | n/t  | 1R   |
| Karrierestatistiken        |      |      |
| Jahresendplatzierung (PDC) | 135  |      |

| Legende zu den Turnierergebnissen | Legende zu den Turnierergebnissen | Legende zu den Turnierergebnissen | Legende zu den Turnierergebnissen | Legende zu den Turnierergebnissen | Legende zu den Turnierergebnissen | Legende zu den Turnierergebnissen | Legende zu den Turnierergebnissen | Legende zu den Turnierergebnissen | Legende zu den Turnierergebnissen |
| --------------------------------- | --------------------------------- | --------------------------------- | --------------------------------- | --------------------------------- | --------------------------------- | --------------------------------- | --------------------------------- | --------------------------------- | --------------------------------- |
| n/t                               | nicht teilgenommen                | n/q                               | nicht qualifiziert                | n/a                               | nicht ausgetragen                 | #R                                | Aus in jeweiliger Runde           | GP                                | Aus in der Gruppenphase           |
| AF                                | Achtelfinalist                    | VF                                | Viertelfinalist                   | HF                                | Halbfinalist                      | F                                 | Turnierfinalist                   | S                                 | Turniersieger                     |

## Titel

### PDC
- Sonstige
  - PDC Europe Super League
    - 2024

  - PDC Europe Next Gen
    - PDC Europe Next Gen 2024: 3